# Provincia Ñuble

Provincia Ñuble

Provincia Ñuble este o provincie administrativă în Chile, în regiunea Biobío. Capitala provinciei este orașul Chillán.